# NGC 6673
NGC 6673 (другие обозначения — ESO 140-44, FAIR 186, AM 1840-622, PGC 62351) — галактика в созвездии Павлин.
Этот объект входит в число перечисленных в оригинальной редакции «Нового общего каталога».